# Ð̴
Cette page contient des caractères spéciaux ou non latins. S’ils s’affichent mal (▯, ?, etc.), consultez la page d’aide Unicode.
L’eth tilde inscrit ou eth tilde médian, ð̴, est un symbole de l’alphabet phonétique international. Il est composé d’un eth ‹ ð › diacrité d’un tilde médian.

## Utilisation
Dans l’alphabet phonétique international, [ð] représente une consonne fricative dentale voisée vélarisée ou pharyngalisée, respectivement aussi représentée par /ðˠ/ et /ðˤ/.

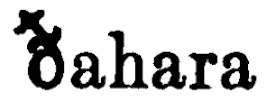
Eth tilde médian dans Jones et Camilli 1933.

En 1933, Daniel Jones et Amerindo Camilli (it) utilisent un eth tilde inscrit avec le tilde inscrit dans l’ascendante allongée du eth, entre la barre et la panse de la lettre. Cette forme est reprise dans le tableau des symboles de transcription et translittération présenté dans un ouvrage sur la culture arabe de M.H. Bakalla publié en 1984.
Hussain al Duwairi, Jihad al-Shuaibi et Adrián Carreras Rabasco utilise un eth tilde inscrit avec une tilde inscrit dans la panse dans un article sur les consonnes arabes et espagnoles de la Revista de didáctica español como lengua extranjera publié en 2014.
Stephan Procházka utilise le symbole dans l’article sur l’arabe de la Concise Encyclopedia of Languages of The World publié en 2009.
Peter T. Daniels (en) utilise aussi le symbole en représentant les consonnes emphatiques [ᵴ], [ᵵ], [ᵭ], [ð̴] avec un tile médian dans un chapitre de The Arabic Script in Africa publié en 2014.
En 2017, Olivier Durand utilise un eth tilde inscrit avec le tilde inscrit dans la panse de la lettre.

## Représentations informatiques
L’eth tilde médian peut être représentée avec les caractères Unicode (latin étendu – 1, diacritiques) suivants :
| formes    | représentations | chaînes de caractères | points de code | descriptions                                         | notes |
| --------- | --------------- | --------------------- | -------------- | ---------------------------------------------------- | ----- |
| minuscule | ð̴               | ð◌̴                    | U+00F0 U+0334  | lettre minuscule latine eth diacritique tilde médian |       |